# Wojsko najemne

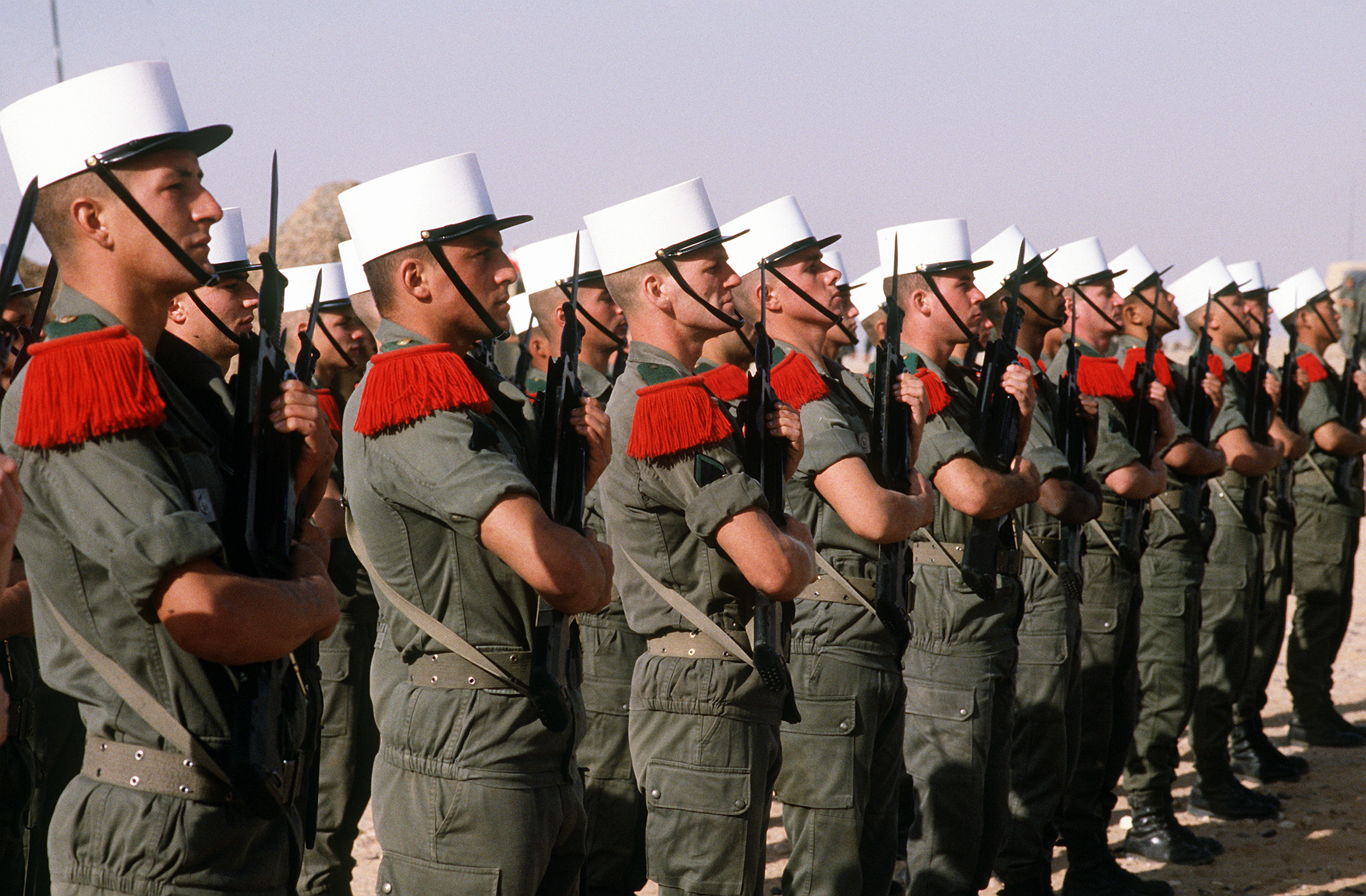
Legia Cudzoziemska, francuska formacja wojskowa złożona z najemników

Wojsko najemne (także: najemnicy, żołnierze najemni, kondotierzy, żołnierze fortuny) – formacja wojskowa składająca się z ochotników walczących za pieniądze, najczęściej w służbie obcego wojska dla danego państwa, miasta, władcy lub jakiejś organizacji, a nawet osoby prywatnej. Wojska te można wynająć do walki w praktycznie dowolnej sprawie, ponieważ te formacje nie kierują się idealizmem. W tym kontekście najemnicy to ludzie, dla których wojna jest zawodem, z którego czerpią środki do życia (żołd) i wzbogacenia się (łup). Ważną rzeczą jest, aby daną formację określić mianem najemników, zasada dobrowolności służby i pobierania żołdu przez żołnierzy służących w takich oddziałach.

## Historia
W historii świata, wojska najemne niejednokrotnie odgrywały istotną rolę w kształtowaniu obrazu politycznego różnych epok – począwszy od starożytności, aż po czasy współczesne – będąc często podstawowymi formacjami wojskowymi na militarnej scenie zmagań między państwami, a jednocześnie tylko narzędziem w realizacji celów politycznych władców lub państw.

### Starożytność
Greckie wojska najemne były główną siłą militarną nie tylko greckich miast-państw (które w znacznym stopniu opierały się na armii obywatelskiej, znacznie jednak ustępującej jakościowo najemnikom), ale także i innych władców w basenie Morza Śródziemnego. Dzieje najemników zwerbowanych przez Cyrusa Młodszego opisuje Anabaza. Najemnikami dowodzonymi przez Memnona z Rodos posługiwał się król perski w początkowej fazie wojny przeciwko wyprawie Aleksandra Wielkiego na Wschód. W armii Aleksandra również służyli najemnicy greccy, chociaż nie byli zasadniczą częścią składową korpusu Aleksandra. W okresie hellenistycznym najemnicy byli istotnym czynnikiem militarnym armii potęg królów syryjskich, egipskich (w nieco mniejszym stopniu), macedońskich i wielu innych pomniejszych władców i tyranów miast. Epoka greckich najemników skończyła się wraz ze wzrostem potęgi rzymskiej w basenie Morza Śródziemnego, kiedy to pola bitwy zdominowały legiony.

### Średniowiecze

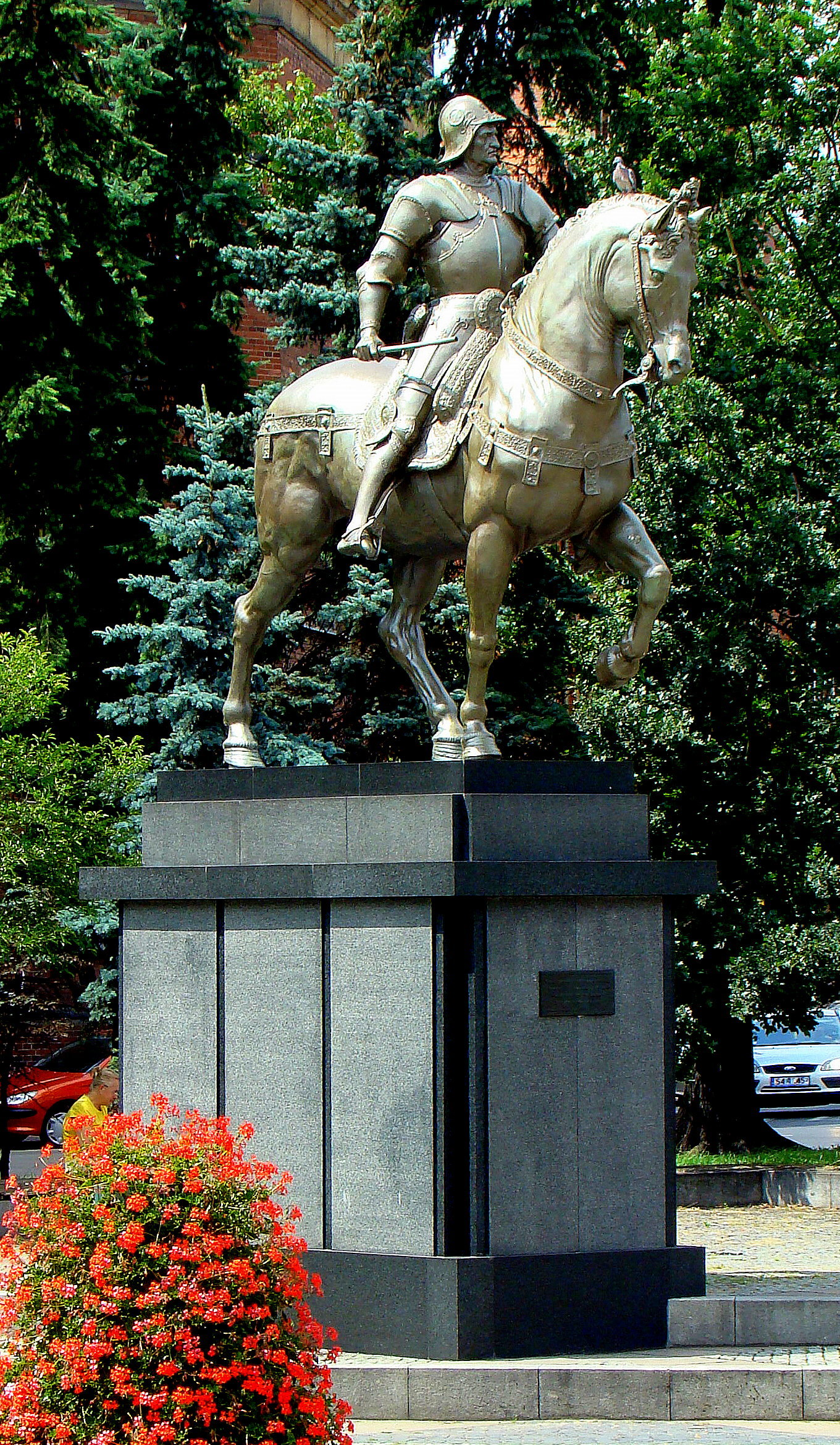
Pomnik kondotiera Bartolomeo Colleoniego w Szczecinie.

#### Najemnicy wewczesnym średniowieczu

##### Wczesna Ruś
Wymiana handlowa prowadzona we wczesnośredniowiecznej Europie Wschodniej wzdłuż biegnących wielkimi rzekami szlaków handlowych sprzyjała rozwojowi gospodarki pieniężnej. Tendencje normańskich kupców i piratów do czerpania zysków z handlu sprzyjały przenikaniu Waregów na ziemie Rusi i osiedlaniu się w newralgicznych punktach na skrzyżowaniach szlaków handlowych. Drużyny wojowników ze Skandynawii początkowo były wynajmowane do eskortowania karawan narażonych na ataki koczowników znad Morza Czarnego, jednakże ich udział jako najemników w walkach o zdobycie władzy nad poszczególnymi ośrodkami miejskimi Rusi stopniowo stawał się większy. W okresie od X do połowy XI w. skandynawscy najemnicy stanowili główna siłę drużyn ruskich książąt. W późniejszym okresie znaczna część najemników pochodziła też z innych regionów Europy, a ostatecznie najem wojowników do drużyn został zastąpiony przez opłacenie oddziałów koczowników, głównie Pieczyngów, którzy chroniąc granicę księstw pozostawali przy tradycyjnej, plemiennej taktyce.

##### Cesarstwo Bizantyńskie
Rozwinięta gospodarka Bizancjum pozwalała poszczególnym rodom opłacić uniknięcie służby wojskowej. Proces ten nasilił się w X wieku do takich rozmiarów, że wywołał wyraźną tendencję stałego spadku liczebności wojsk poborowych, połączonego ze wzrostem liczebności wojsk najemnych. Cechą armii bizantyjskiej w całej historii Cesarstwa było najmowanie licznych cudzoziemskich oddziałów pomocniczych. Intratna służba skutkowała ściąganiem do Bizancjum licznych ochotników z krajów graniczących z Cesarstwem. Układ zawarty przez cesarza Leona VI z księciem kijowskim Olegiem w 907 roku umożliwił zaciąganie także najemników z Rusi.

###### Gwardia wareska
Kryzys Cesarstwa i wojna domowa w latach 967–989 wpłynęły na zasadniczą reformę wojsk bizantyjskich. Wysłany w 988 roku w apogeum kryzysu dynastycznego na pomoc Bazylemu II przez Włodzimierza I Wielkiego oddział 6000 wareskich najemników zapoczątkował historię elitarnej gwardii wareskiej – oddziału osobistych strażników cesarza, złożonego z uzbrojonych w topory wojowników, pochodzących ze Skandynawii. W oparciu o wojska najemne Bazylii II pozbawiał stopniowo znaczenia lokalne rodziny arystokracji wojskowej, a w I połowie XI wieku normańskie wojska najemne stały się podstawą siły militarnej Bizancjum. Migracja koczowniczych ludów Pieczyngów, Połowców i Uzów na zachód wzdłuż wybrzeży Morza Czarnego odcięła stopniowo Bizancjum od możliwości dalszego zaciągu wojowników wareskich, skutkując zniszczeniem bazy potęgi militarnej Cesarstwa.

#### Najemnicy w okresiepełnego średniowiecza
Zjawisko włączenia wojsk najemnych w skład średniowiecznych sił zbrojnych na początku XII wieku wynikało z rozwoju gospodarki pieniężnej, umożliwiającej walczącym stronom nie tylko zapłatę zmobilizowanym w ramach pospolitego ruszenia rycerzom, lecz także opłacenie pomocników i specjalistów wojskowych. Początkowo żołnierze najemni byli w wojskach bardzo nieliczni i zaciągali się jedynie w okresie intensywnego nasilenia walk. Pierwsi najemnicy określani byli w krajach frankońskich jako cottereaux („wyrobnicy”) przez skojarzenie z wędrownymi, biednymi robotnikami rolnymi świadczącymi część prac w średniowiecznych plantacjach. Przez źródła francuskie nazywani byli także „awanturnikami” i „cudzoziemcami” („Brabantczykami”, „Aragończykami”). Uzbrojeni w prostą broń zaczepną, głównie długie noże, początkowo rekrutowali się z pasterzy i myśliwych z peryferyjnych wobec krajów karolińskich górzystych i słabiej zamieszkałych krain oraz pozbawionej własnej ziemi biedoty żyjącej w przedmieściach miast niderlandzkich. Płatna służba w wojsku bądź eskortowanie kupieckich wozów wykonywana była przez nich sezonowo, obok innych pomocniczych prac w transporcie lub rzemiośle.
W połowie XII wieku w krajach północnofrankońskich bandy najemników wynajmujących swoje usługi walczącym stronom uzyskały trwalszy i bardziej zorganizowany charakter. Liczyły po kilkuset wyposażonych w wozy wojowników, którym towarzyszyły rodziny. Działały pod przewodnictwem kapitanów, zwanych „książętami łotrów”, których nazwiska były czasami na tyle głośne, że zostali wymienieni imiennie w kronikach od lat 80. XII wieku. Żołd band był określany w drodze negocjacji prowadzonych przez kapitana z jedną z walczących stron. Grupy najemników nie ulegały rozwiązaniu po zakończeniu służby lub wojny, lecz pozostawały w rejonie konfliktów, poszukując nowego angażu do kolejnych działań. Kompanie najemników podczas bitwy starały się utrzymać zwarty szyk i używając broni strzeleckiej oraz pik były w stanie odeprzeć atak ciężkich kawalerzystów. Stawały się niezbędne przy zdobywaniu twierdz i warownych miast ze względu na znajomość taktyki oblężniczej. W przeciwieństwie do zainteresowanych szybkim zakończeniem wyprawy feudałów, stanowiących podstawową siłę pospolitego ruszenia, najemnicy byli także w stanie prowadzić długotrwałe działania oblężnicze. Obsługa machin oblężniczych, katapult czy prace saperskie oraz obsługa kusz wymagały zawodowych, wyspecjalizowanych żołnierzy.

#### Regulacje prawne dotyczące najemników
Sobór laterański trzeci w 1179 roku dekretem potępił najemników ze względu na niechrześcijański sposób prowadzenia wojny: dążenie do zabijania innych chrześcijańskich wojowników oraz mordowanie cywilnej ludności, gwałcenie kobiet oraz świętokradztwa popełniane na duchownych i poprzez zabór wyposażenia liturgicznego z kościołów. Pojmanych najemników do końca XII wieku traktowano jak bandytów, skazując na śmierć zamiast uzyskiwania zwyczajowego okupu za uwolnienie. Sobór potępił również stosowanie w wojnach pomiędzy chrześcijanami nadmiernie śmiercionośnej kuszy, stosowanej w działaniach wojennych wyłącznie przez najemników ze względu na konieczność długotrwałego treningu strzelca.
Dowódcy najemników korzystali na stopniowo uregulowanym w drugiej połowie XIV w. charakterze zdobyczy wojennych, pobierając ich znaczną część od podległych sobie żołnierzy i nie podlegając obowiązkowi wypłacania królowi przypadającego mu od innych wojowników i dowódców udziału w łupach. Uzyskiwali z tego tytułu wysokie dochody.

#### Wojska najemne wpóźnym średniowieczu
Kryzys gospodarczy XIV wieku i upadek znaczenia feudalnego rycerstwa przyczyniły się decydująco do rozwoju rynku najemników w krajach niemieckich. Miasta dla obrony swoich interesów wynajmowały zawodowych żołnierzy, którymi początkowo byli głównie strzelcy konni. Dalszy rozwój rynku wojsk najemnych skutkował najmowaniem także wojsk pieszych, w tym używanych przy szturmach drabantów, wyposażonych w broń ręczną. Pojawienie się w XV w. na polach bitew pierwszej broni palnej, nadało nowe znaczenie wojskom najemnym. Zarówno prymitywna artyleria złożona z bombard, stosowanych przy oblężeniach, jak i ręczna broń palna – hakownice i późniejsze arkebuzy, do obsługi których pierwotnie potrzebne było dwóch strzelców – wymagały wykwalifikowanej obsługi. Pomimo zawodności i znacznej podatności na warunki atmosferyczne broni palnej oddziały uzbrojonych w długie piki i w nowoczesną broń piechurów stały się równorzędnym przeciwnikiem dla ciężkiej kawalerii.
Nadmierne koszty angażowania najemników na czas wojny skutkowało w zachodniej Europie tendencją do zastąpienia ich przez zorganizowane w gotowe do działań przez cały rok pułki. Od połowy XV wieku ekonomiczną możliwość opłacenia wojsk zaciężnych zyskują władcy Francji, a następnie w latach 70. XV wieku władcy Burgundii, a sławę zyskują jednolicie umundurowane, zdyscyplinowane i jednolicie maszerujące pułki szwajcarskie. Począwszy od wojen włoskich najemnicy stanowili podstawę sił zbrojnych Habsburgów.

### Nowożytność

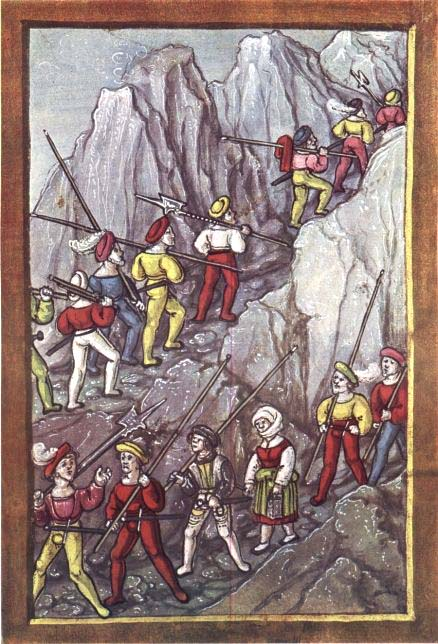
Najemnicy szwajcarscy przekraczający Alpy (Luzerner Chronik, 1513)

Największe liczebnie wojska najemne wystawiały kantony dzisiejszej Szwajcarii – byli to głównie pikinierzy, halabardnicy i kusznicy; dopiero kongres wiedeński proklamując neutralność Szwajcarii ograniczył możliwość ich zaciągu – mogą służyć jedynie w Gwardii Szwajcarskiej. Słynne były również oddziały kondotierów włoskich – pisał o nich m.in. Niccolò Machiavelli w swoim Księciu, ganiąc władców korzystających z ich usług. Opisywał on tych najemników jako wojsko „ambitne, niekarne, niewierne, odważne wobec przyjaciół, tchórzliwe wobec nieprzyjaciół, nie boi się Boga ani dotrzymuje wiary ludziom”. Wśród wyróżniających się formacji najemnych byli także lancknechci, charakteryzujący się ekstrawaganckimi strojami. W walce używali m.in. dwuręcznych mieczy zwanych flambergami.
Wojska najemne w epoce nowożytnej z czasem przechodziły na margines, zastępowane przez coraz liczniejsze i profesjonalne armie narodowe, choć ich schyłek rozpoczął się już od momentu popularyzacji skutecznej broni palnej. Było to spowodowane spadkiem wartości co prawda doświadczonego, ale drogiego żołnierza najemnego, który w ostatecznym rozrachunku nie był znacząco skuteczniejszy od coraz lepiej szkolonych żołnierzy zaciężnych. W XVIII i XIX w. występowali już sporadycznie.

### Współczesność

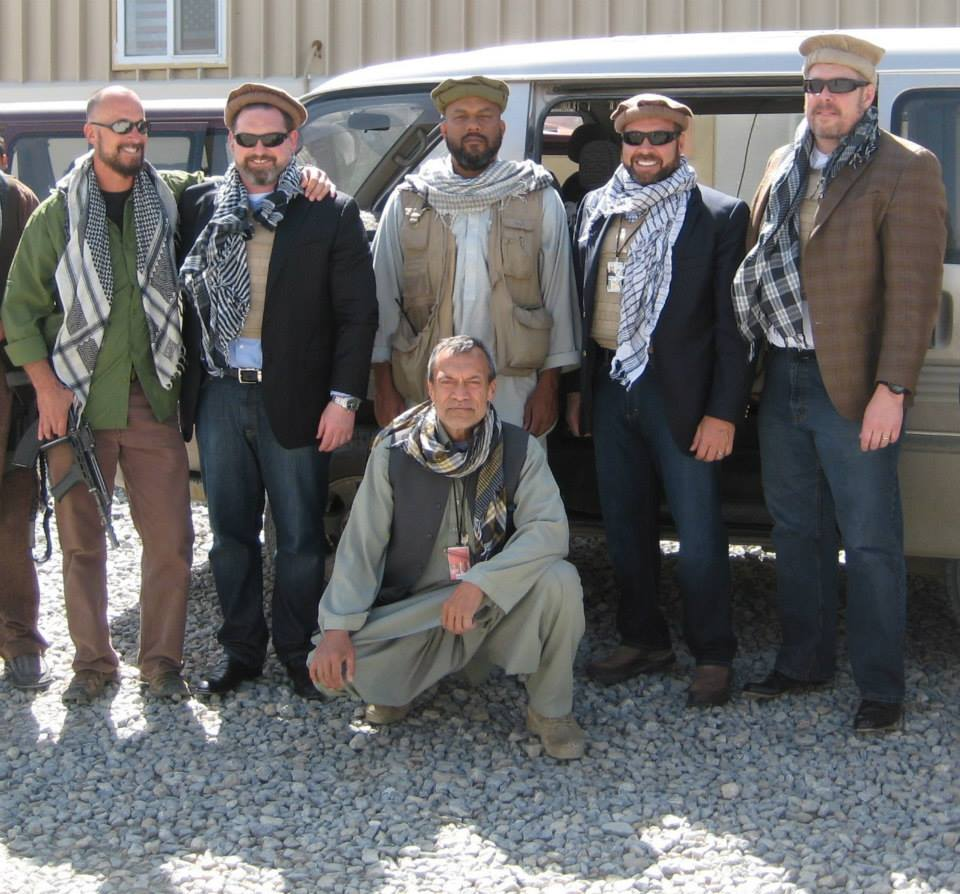
Najemnicy zatrudnieni przez prywatną firmę wojskową Academi. Afganistan 2015 r.

W czasach współczesnych nastąpiła reaktywacja tego zawodu przede wszystkim w trakcie konfliktów postkolonialnych w Afryce (Demokratyczna Republika Konga, Katanga, Biafra, Angola) w drugiej połowie XX wieku. Najsłynniejszym najemnikiem tych czasów był Bob Denard, zaś z Polaków Jan Zumbach i Rafał Gan-Ganowicz. Najemnicy od tamtego czasu pojawiali i pojawiają się w konfliktach zbrojnych na całym świecie – przykładami mogą być np. wojna w byłej Jugosławii, wojny w Czeczenii i inne.
W ostatnich latach następuje komercjalizacja rynku wojsk najemnych. Chodzi o PMC (Private Military Company) – firmy, które wprowadziły na rynek usług wojskowych standardy wielkich korporacji. W ich ofercie można znaleźć zarówno wspomaganie wojsk działających na terytorium obcego państwa (logistyka, ochrona cywilów i zajętych obiektów strategicznych), jak również „usługi”, które dotychczas oficjalnie były dostarczane jedynie przez armię (doradcy wojskowi, specjaliści – np. piloci samolotów).

## Uregulowania prawne
I Protokół Dodatkowy z 1977 w artykule 47 głosi:
1. Najemnik nie ma prawa do statusu kombatanta lub jeńca wojennego.
2. Określenie „najemnik” dotyczy każdej osoby, która spełnia następujące kryteria:
(a) została specjalnie zwerbowana w kraju lub za granicą do walki w konflikcie zbrojnym;
(b) rzeczywiście bierze bezpośredni udział w działaniach zbrojnych;
(c) bierze udział w działaniach zbrojnych głównie w celu uzyskania korzyści osobistej i otrzymała od strony konfliktu lub w jej imieniu obietnicę wynagrodzenia materialnego wyraźnie wyższego od tego, które jest przyrzeczone lub wypłacane kombatantom mającym podobny stopień i sprawującym podobną funkcję w siłach zbrojnych tej strony;
(d) nie jest obywatelem strony konfliktu ani stałym mieszkańcem terytorium kontrolowanego przez stronę konfliktu;
(e) nie jest członkiem sił zbrojnych strony konfliktu;
(f) nie została wysłana przez państwo inne niż strona konfliktu w misji urzędowej jako członek sił zbrojnych tego państwa.
Schwytany najemnik powinien być traktowany humanitarnie zgodnie z art. 75 Protokołu. Odpowiedzialność schwytanego zależy od przepisów państwa – strony.
Identyczną definicję zawiera „Konwencja o eliminacji najemników w Afryce” z 1977 zawarta w ramach OJA. Konwencja ONZ o zwalczaniu rekrutacji, wykorzystania, finansowania i szkolenia najemników z 1989 w art. 1 powiela tę definicję (pomijając wymóg bezpośredniego udziału najemnika w konflikcie zbrojnym) poszerzając ją o osobę, która w jakiejkolwiek innej sytuacji została specjalnie zwerbowana w kraju lub za granicą w celu wzięcia udziału w zbiorowym akcie przemocy („concerted act of violence”) mającym na celu obalenie rządu lub w inny sposób naruszenie porządku konstytucyjnego w państwie albo naruszenie integralności terytorialnej państwa (a przy tym spełnia mutatis mutandis resztę wymienionych wcześniej wymogów, w tym udział w omawianym przedsięwzięciu z chęci zysku). Zakazane są: werbowanie, finansowanie i szkolenie najemników oraz korzystanie z ich usług (art. 2), walka w charakterze najemnika lub jego udział w zbiorowym akcie przemocy (art. 3), usiłowanie popełnienia któregoś z tych czynów, współudział lub pomocnictwo (art. 4). Uczestnicy Konwencji zobowiązują się do zakazu takiej działalności (art. 5) i do współpracy w realizacji zakazu (art. 6). Państwo – strona wedle art. 12 zobowiązane jest w razie odmowy ekstradycji osądzić sprawcę zgodnie z zasadą aut dedere aut iudicare (łac. „przekazać lub osądzić”). Spory interpretacyjne (art. 17) rozstrzygać ma Międzynarodowy Trybunał Sprawiedliwości.
Kodeks karny (1997) w art. 141 § 1 zabrania obywatelom polskim przyjmowania bez zgody właściwego organu obowiązków w obcym wojsku lub w obcej organizacji wojskowej pod karą pozbawienia wolności od 3 miesięcy do lat 5. Według § 2 kto przyjmuje obowiązki w zakazanej przez prawo międzynarodowe wojskowej służbie najemnej, podlega karze pozbawienia wolności od 6 miesięcy do lat 8. Tej samej karze podlega werbujący obywateli polskich lub przebywających w Polsce cudzoziemców do takiej służby albo kto taką służbę opłaca, organizuje, szkoli lub wykorzystuje (art. 142 § 2).

## W kulturze popularnej
- Jednym z najbardziej znanych fikcyjnych oddziałów najemnych jest Czarna Kompania z powieści Glena Cooka.
- Najemnicy dla których szczytny cel przewyższa chęć zysku – Drużyna A.
- Jeden z najpopularniejszych na świecie komiksów internetowych, Schlock Mercenary, opowiada o losach kompanii najemników w dalekiej przyszłości.